# Stretto di Fury e Hecla
Lo stretto di Fury e Hecla è situato tra l'isola di Baffin e la penisola di Melville, nella Regione di Qikiqtaaluk del Nunavut in Canada, e collega il bacino di Foxe, a est, con il golfo di Boothia, a ovest. Lo stretto è lungo all'incirca 70 chilometri. Ci sono molte isole minori e la larghezza minima è di 2 km.
Il primo navigatore ad attraversare lo stretto, nel 1822, fu l'esploratore William Edward Parry. L'attraversamento dello stretto risulta alquanto difficoltoso poiché per più di 10 mesi all'anno il braccio di mare è coperto da ghiacci a causa della sua posizione estremamente settentrionale.

## Etimologia
Lo stretto porta il nome delle due navi della marina inglese HMS Fury e HMS Hecla, che lo scoprirono nel 1822. La prima nave era comandata dall'esploratore William Edward Parry.